# Galpinia transvaalica
Galpinia transvaalica е вид растение от род Galpinia, семейство Lythraceae, разред Myrtales. Представлява дървесен вид с ниска до средна височина (3 – 10 метра), характерно за Република Южна Африка. Среща се под имената Wild Pride of India (на английски, буквален превод „Дивата гордост на Индия“), Transvaalliguster (на африкаанс) и uMhlope (на зулу). Описано за първи път от Никълъс Едуард Браун (1849 – 1934).

## Разпространение
Регионът му на разпространение на Galpinia transvaalica обхваща североизточните провинции на РЮА: Гаутенг, Квазулу-Натал, Лимпопо, Мпумаланга, както и на запад – провинция Западен Кейп. Обитава гори, включително такива с особено гъст дървостой, участъци с вечнозелена растителност, местности с ниски храсти и тревиста растителност.

## Отглеждане
Издръжливо на суша и сравнително издръжливо на студ. Цъфти в бяло през месеците октомври до май (лято-есен). Расте относително бързо, със скорост до 80 см на година. В източните части на Южна Африка достига до 7 – 10 метра височина, в западните (около Кейптаун) около 3 – 5 метра, а по поречията на реки може да достигне и до 15 метра. Подходящо е за отглеждане в двор и дори в саксия.

## Галерия
- Млади клонки на Galpinia transvaalica
- Листа
- Кората на дърво от вида в Кирстенбош
- Няколко дървета с общ корен